# Légion flamande

Drapeau de la Légion flamande.

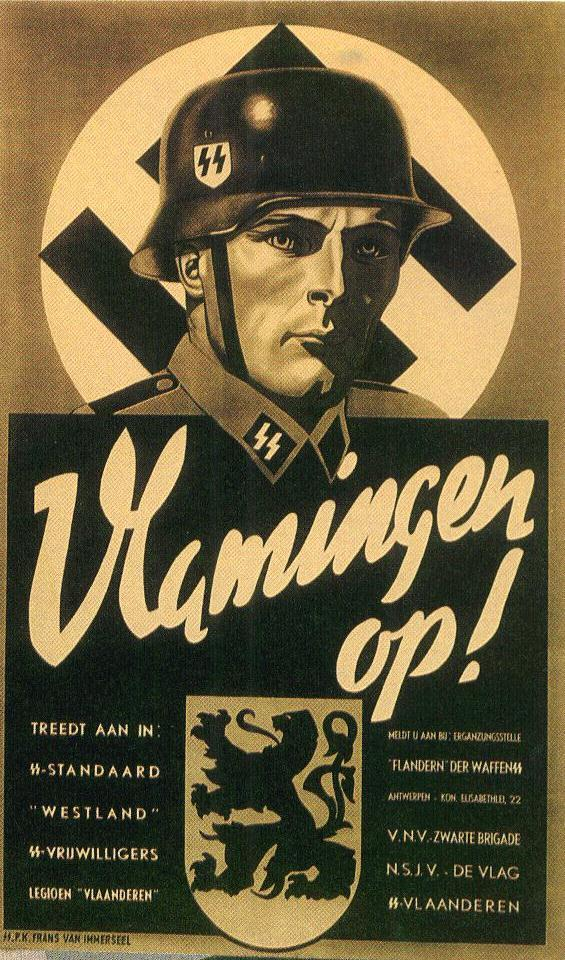
Affiche de recrutement pour la Légion flamande.

La Légion flamande (Vlaams Legioen) est une unité militaire composée de volontaires flamands qui combattirent, aux côtés des Allemands, l'Armée rouge sur le front de l'Est durant la Seconde Guerre mondiale.

## Historique

### Précurseurs de la Légion:Standarte WestlandetStandarte Nordwest
Dès la création de la Waffen-SS, un conflit opposa le Reichsführer-SS Heinrich Himmler et l'armée régulière allemande (la Wehrmacht).
Les généraux allemands voyaient dans la Waffen-SS, qui était en quelque sorte le bras armé d'une organisation politique, une menace pour leur position. La Wehrmacht reçut d'Adolf Hitler la promesse qu'annuellement seulement 2% des recrues allemandes seraient autorisées à rejoindre les rangs de la Waffen-SS.
Après l'invasion de la Norvège et du Benelux, Himmler a vu l'occasion pour la Waffen-SS d'accroître ses effectifs avec des soi-disant volontaires germaniques, qui seraient recrutés en dehors de l'Allemagne et ne seraient donc pas soumis à l'arrangement avec la Wehrmacht. À la fin juin 1940, le Standarte Westland fut créé et des appels parurent dans la presse flamande. L'Algemeene-SS Vlaanderen était particulièrement engagée dans le recrutement de volontaires. À Anvers, l'occupant allemand ouvrit une bureau de recrutement (appelée Ergänzungsstelle) sous la direction du Hauptsturmführer Leib, mais en raison des critères sévères en matière de sélection, il ne restait que 45 volontaires pour le régiment SS-Westland, composé de Flamands et de Néerlandais. Ces volontaires flamands furent finalement absorbés par la 5e Panzerdivision SS Wiking.
Afin d'intégrer le grand nombre de personnes non-sélectionnées, Himmler décida le 3 avril 1941 de créer le Freiwillige SS Standarte Nordwest, y assouplissant les conditions d'admission strictes. La taille minimale fut réduite à 1,65 m et l'enquête généalogique fut moins approfondie. Les campagnes de recrutement eurent plus de succès et environ 450 recrues flamandes se rendirent en Allemagne pour y suivre un entraînement.

### Convictions des volontaires
Bien que chaque volontaire eût ses propres raisons pour s'engager dans la Waffen-SS, on admet généralement que les cinq principales raisons furent :
1. Le charisme d'une armée allemande victorieuse. À l'été 1940, les Allemands semblaient invincibles et leur armée utilisait du matériel et les tactiques les plus modernes. L'aventure a attiré beaucoup de jeunes.
2. L'aspect pécuniaire. Un aspect qui ne peut certainement pas être sous-estimé : la Flandre a connu une crise majeure caractérisée par un taux de chômage élevé. L'incorporation signifiait la sécurité financière également pour les autres membres de la famille.[réf. nécessaire]
3. Le nationalisme flamand. C’est l’une des motivations les plus importantes : la Belgique était perçue comme un pays incapable de répondre aux besoins flamands [réf. nécessaire] et ils souhaitaient que la Flandre prenne en main son destin.
4. L'admiration pour le nazisme. Le VNV, le Verdinaso et l'encore plus fanatique DeVlag, les trois plus importants partisans de la collaboration en Flandre, prirent au fil du temps certains aspects de l'Allemagne nazie pour exemple et voulait contribuer au développement d'une Europe dominée par l'Allemagne. Certains membres pensaient pouvoir jouer un rôle dans la gestion de la Flandre après la victoire allemande. Parce que le nationalisme flamand était à l'origine de ces partis, ce point et le précédent sont, dans une certaine mesure, interconnectés.
5. Les croyances des volontaires. Un exemple typique est la résistance au communisme athée en tant que motif important pour rejoindre la Légion flamande.

### Juillet 1941: création de la Légion flamande
Initialement, le recrutement en Flandre pour la Waffen-SS ne concernait que l'Algemeene-SS Vlaanderen. En avril 1941, le VNV décida de soutenir la campagne de recrutement pour la Waffen-SS. Staf Declercq espérait ainsi accroître son influence politique. Le général SS Gottlob Berger, chef du SS-Hauptamt und SS-Ergänzungsamt, avait en effet promis au VNV qu'en échange d'un recrutement actif, le VNV deviendrait le seul parti politique en Flandre. La campagne de recrutement du VNV a vraiment commencé après l'attaque allemande contre l'Union soviétique le 22 juin 1941. Reimond Tollenaere, chef de la propagande du VNV, fut la principale inspiration de cette campagne de recrutement qui appelait la jeunesse flamande à combattre le communisme sans Dieu.
Le 7 juillet 1941, Staf Declercq annonçait la création d'une légion flamande. Selon les promesses qu'il avait reçues de l'occupant allemand, cette unité serait entièrement composée de Flamands, aussi bien officiers que soldats, et se battraient sous leur propre drapeau, le lion flamand. Le commandement serait dirigé par un commandant SS, mais ils ne feraient pas partie de la Waffen-SS. Des personnalités du VNV telles que Reimond Tollenaere, Jef François et Paul Suys postulèrent pour la légion. Le 6 août 1941, environ 450 volontaires quittèrent Bruxelles pour le camp d'entraînement Dębica en Pologne.

### Entraînement
Immédiatement après leur arrivée au camp d’entraînement, les premiers problèmes se posèrent. En plus de la Légion de volontaires néerlandais, les Waffen-SS flamands du Standarte Nordwest se trouvaient également à Dębica. Le Hauptsturmführer Otto Reich, commandant du camp d'entraînement, ordonna de réunir les Flamands dans une seule unité. Les hommes du Standarte Nordwest considéraient les légionnaires comme des soldats inférieurs et refusaient de coopérer avec eux. Les légionnaires quant à eux, ont tenu les promesses faites par Staf Declercq et refusèrent de porter un uniforme SS.
Il était clair que le SS-Hauptsturmführer Otto Reich n'était pas au courant des éventuels accords et qu'il n'allait pas s'immiscer dans ces différends politiques. Il rassembla tous les Flamands et leur proposa le choix de se battre contre le bolchevisme ou de rester en réserve derrière le front. Environ la moitié choisit de se battre et ils furent affectés au Standarte Nordwest. Le reste fut temporairement affecté à la Légion de volontaires néerlandais. Au cours de la dure formation, il y avait peu de temps pour mener des discussions politiques. La discipline militaire ne faisait aucune distinction et les instructeurs allemands les entraînaient à la limite de leur endurance. Le 24 septembre 1941, le SS-Hauptamt et le SS-Ergänzungsamt décidèrent de procéder à une profonde réorganisation. Pour des raisons de propagande, il fut décidé qu'il était plus intéressant d'utiliser des légions de volontaires. Le Standarte Nordwest fut supprimé et transformé en la SS-Freiwilligen Legion Niederlande et la SS-Freiwilligen Legion Flandern.

## Sur le front
Le 4 novembre 1941, le commandement de l'armée allemande estima que l'entraînement de la Légion flamande était terminé et l'unité fut envoyée au front. Environ 1100 soldats rejoignirent le front à Léningrad dans des conditions météorologiques difficiles.
Initialement, la Légion ne fut pas utilisée comme unité de première ligne, mais employée dans la lutte contre les partisans. Les dirigeants de l'armée allemande ne faisaient pas suffisamment confiance aux unités de volontaires étrangers pour les déployer au front. Dans le cadre de la 2. SS-infanteriebrigade, la légion joua le rôle d'unité de surveillance des ponts et des voies ferrées. Les premiers légionnaires sont morts durant des combats contre les partisans. Cette façon de combattre donna aux Flamands l'expérience nécessaire et, au bout de six semaines, la légion fut déployée comme unité de première ligne.
La Légion flamande s'est vu attribuer un secteur de front dans la région marécageuse de Wolchow. Les volontaires espagnols se trouvaient au nord des flamands. Le 7 janvier 1942, la 2e Armée de choc soviétique lance une attaque en direction de Leningrad dans l'espoir de briser l'encerclement de la ville par les Allemands. Les Russes ont fait un écart de 20 km dans les lignes de défense allemandes, mais l’attaque s’enlisa vite dans les marais. De concert avec les Espagnols, la Légion flamande réussi à maintenir sa position aux prix de lourdes pertes. L'entêtement avec lequel les Flamands défendirent leurs positions donna aux Allemands la possibilité d'envoyer des renforts.
Durant ces combats, Reimond Tollenaere est tué dans son bunker, touché par l'artillerie espagnole. Directement après sa mort, le VNV démarra une campagne de propagande autour de sa personne, dissimulant habilement qu'il avait été tué par sa propre artillerie. Le 19 mars 1942, la contre-attaque allemande commença et la 2e armée de choc soviétique fut encerclée. La Légion flamande fut ensuite chargée de détruire les troupes soviétiques encerclées. Ces combats furent extrêmement difficiles car les Soviétiques s'étaient fermement retranchés dans d'innombrables bunkers et tranchées. Ce n'est que le 29 juin 1942 que les dernières unités soviétiques se rendirent. Pendant les combats, la Légion flamande fut mentionnée à trois reprises dans le Wehrmachtbericht. Après six mois de front ininterrompus, la Légion flamande épuisée fut relevée. Sur les 1100 soldats d'origine, il n'en restait qu'une centaine. Après une période de repos et l’'arrivée de nouvelles recrues, la Légion flamande fut de nouveau envoyée sur le front à Léningrad le 21 juillet 1942. Les légionnaires se distinguèrent dans cette guerre de position. Par petits groupes, ils attaquaient les bunkers soviétiques et la nuit, leurs patrouilles pénétraient profondément dans les lignes ennemies, où ils effectuaient des embuscades.
Le 12 janvier 1943 l'Armée rouge lança sa seconde tentative pour libérer Léningrad. Le 10 février 1943, la 55e armée russe attaqua les positions de la division Azul pour tenter de dégager la route reliant Léningrad à Moscou. Près de Krasny Bor, les Espagnols résistèrent à trois divisions soviétiques, mais la force d'attaque soviétique fut finalement trop grande. La Légion flamande a reçu l'ordre de lancer une contre-attaque pour reprendre les hauteurs de Staraïa Roussa. Bien que cette action fut un succès, la Légion ne comptait plus que 50 soldats après la bataille. Le 14 avril 1943, la Légion flamande fut renvoyée au camp d'entraînement de Dębica et transformée en la 6. SS-Freiwilligen-Sturmbrigade Langemarck. Une partie des volontaires refusèrent de prêter serment. Ils considéraient leur intégration dans la Waffen-SS comme une violation des accords passés avec les dirigeants du VNV lors de la création de la Légion flamande.

## Commandants
| Nom                            | Grade                  | Début          | Fin          |
| ------------------------------ | ---------------------- | -------------- | ------------ |
| Michael Lippert                | SS-Sturmbannführer     | Septembre 1941 | Avril 1942   |
| Hans-Albert von Lettow-Vorbeck | SS-Obersturmbannführer | Avril 1942     | Juin 1942    |
| Hallmann                       | SS-Hauptsturmführer    | Juin 1942      | Juin 1942    |
| Josef Fitzthum                 | SS-Obersturmbannführer | Juin 1942      | Juillet 1942 |
| Conrad Schellong               | SS-Sturmbannführer     | Juillet 1942   | Mai 1943     |

## Sources
- (nl) Cet article est partiellement ou en totalité issu de l’article de Wikipédia en néerlandais intitulé « Vlaams Legioen » (voir la liste des auteurs).